# Kileben
Kileben er betegnelsen for flere forskellige af menneskets knogler.

## Kilebenet i hjernekassen
Kilebenet (latin: os sphenoidale) er en af knoglerne i hjernekassen og befinder sig cirka midt i den, dvs. i det indre kranium.
Formen er cirka som en flagermus med udslåede vinger.
Det bagerste område betegnes dorsum sellæ og er placeret foran den pontine cisterne og hjernestamme-strukturen pons.
Dorsum sellæ er en del af den tyrkiske saddel (sella turcica).

## Kileben i foden
Der er også knogler i foden der betegnes som "kileben". De latinske navne er os cuneiforme mediale, os cuneiforme intermedium og os cuneiforme.